# Gauliga Bayern 1941/42
De Gauliga Bayern 1941/42 was het negende voetbalkampioenschap van de Gauliga Bayern. 1. FC Schweinfurt werd kampioen en plaatste zich voor de eindronde om de Duitse landstitel. De eindronde werd niet langer in groepsfase gespeeld, maar terug in bekervorm. Schweinfurt had een bye in de eerste ronde en verloor dan van SG SS Straßburg.
SSV Schwaben Augsburg moest onder druk van de overheid fuseren met TV 1847 Augsburg en werd zo TSV Schwaben Augsburg.

## Eindstand
| Plaats | Club                          | Wed. | W  | G | V  | Saldo  | Ptn.  |
| ------ | ----------------------------- | ---- | -- | - | -- | ------ | ----- |
| 1.     | 1. FC Schweinfurt 05          | 22   | 17 | 2 | 3  | 77:26  | 36:8  |
| 2.     | SpVgg Fürth                   | 22   | 15 | 3 | 4  | 79:27  | 33:11 |
| 3.     | TSV 1860 München              | 22   | 15 | 2 | 5  | 81:27  | 32:12 |
| 4.     | 1. FC Nürnberg                | 22   | 14 | 1 | 7  | 64:33  | 29:15 |
| 5.     | FC Wacker München             | 22   | 11 | 6 | 5  | 43:34  | 28:16 |
| 6.     | BC Augsburg                   | 22   | 8  | 7 | 7  | 46:41  | 23:21 |
| 7.     | BSG WKG Neumeyer Nürnberg     | 22   | 10 | 2 | 10 | 50:47  | 22:22 |
| 8.     | FC Bayern München             | 21   | 7  | 3 | 11 | 41:40  | 17:25 |
| 9.     | TSV Schwaben Augsburg         | 22   | 6  | 3 | 13 | 45:54  | 15:29 |
| 10.    | SSV Jahn Regensburg           | 22   | 5  | 5 | 12 | 37:78  | 15:29 |
| 11.    | FC Eintracht/Franken Nürnberg | 22   | 2  | 4 | 16 | 27:108 | 8:36  |
| 12.    | Reichsbahn SG Weiden          | 21   | 1  | 2 | 18 | 33:108 | 4:38  |

|  | Kampioen, geplaatst voor nationale eindronde |

## Promotie-eindronde

### Groep Noord
Door de opsplitsing van de Gauliga promoveerden alle teams, de Würzburger Kickers echter pas na een protest waardoor de groep Noord het volgend seizoen uit elf clubs bestond. 
- 1. FC Bamberg
- Würzburger Kickers
- VfR 07 Schweinfurt
- SV Viktoria Aschaffenburg
- Post SG Fürth

### Groep Zuid
| Plaats | Club                      | Wed. | Saldo | Ptn. |
| ------ | ------------------------- | ---- | ----- | ---- |
| 1.     | VfB München               | 2    | 12:4  | 4:0  |
| 2.     | Regensburger Turnerschaft | 2    | 2:5   | 1:3  |
| 3.     | Post SG Augsburg          | 4    | 2:7   | 1:3  |

Verder promoveerden ook volgende teams: 
- Luftwaffen SV Straubing
- TSG Augsburg 85
- SC Bajuwaren München